# Supernova thermonucléaire
« SIa » redirige ici. Pour les autres significations, voir SIA.

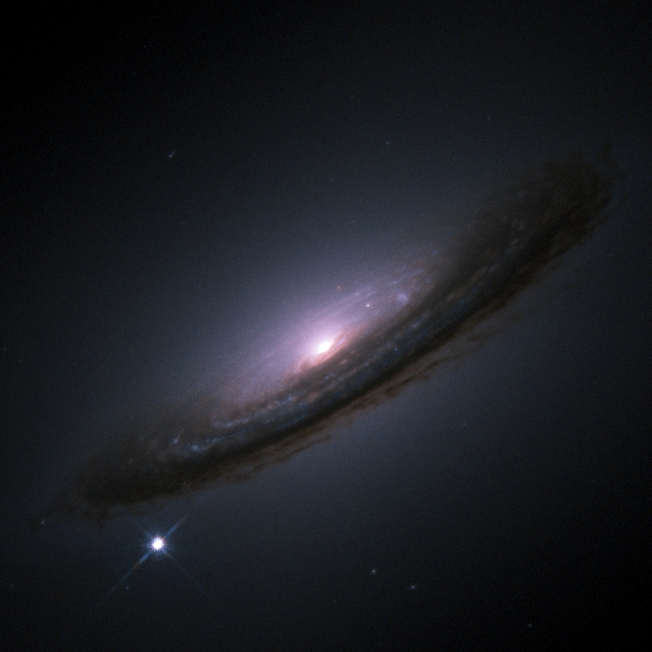
Supernova SN 1994D de type a (en bas à gauche) dans la galaxie NGC 4526.

Une supernova de type Ia (lire « type 1-a »), ou supernova thermonucléaire, est un type de supernova survenant dans les systèmes binaires contenant au moins une naine blanche, l'autre étoile pouvant être de n'importe quel type, d'une géante à une naine blanche plus petite.

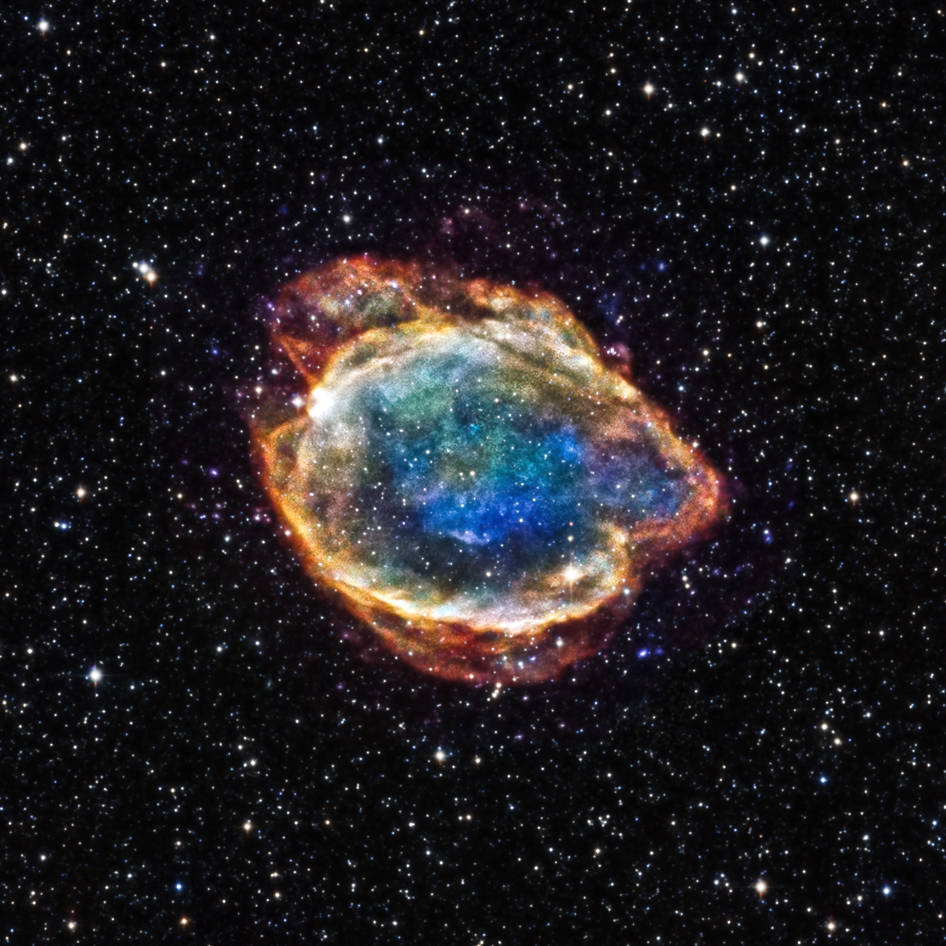
Rémanent G299 d'une supernova de type Ia.

La masse des naines blanches constituées de carbone et d'oxygène ayant une faible vitesse de rotation est physiquement limitée à 1,4 masse solaire,. Au-delà de cette masse critique, généralement confondue avec la masse de Chandrasekhar, des réactions de fusion nucléaire se déclenchent et s'emballent au point de conduire à une supernova. Cela survient typiquement lorsqu'une naine blanche accrète progressivement de la matière à partir d'un compagnon ou fusionne avec une autre naine blanche, lui faisant atteindre la masse critique, raison pour laquelle ce type de supernova ne s'observe que dans les systèmes binaires. L'hypothèse généralement retenue est que le cœur de la naine blanche atteint les conditions de fusion du carbone et, en quelques secondes, une fraction significative de sa masse subit une fusion nucléaire qui libère suffisamment d'énergie (1–2 × 1044 J) pour la désintégrer complètement en une explosion thermonucléaire.
Du fait de la valeur constante de la masse critique déclenchant ces explosions, les supernovae de type Ia présentent une courbe de luminosité relativement constante, ce qui permet de les utiliser comme chandelles standard pour mesurer la distance de leur galaxie hôte à partir de leur magnitude apparente mesurée depuis la Terre. L'observation de telles supernovae au tout début de leur explosion est particulièrement rare, mais permet d'ajuster les modèles et de calibrer les chandelles standard afin, notamment, de mieux évaluer l'expansion de l'Univers et les effets de l'énergie noire.

## Modèle consensus

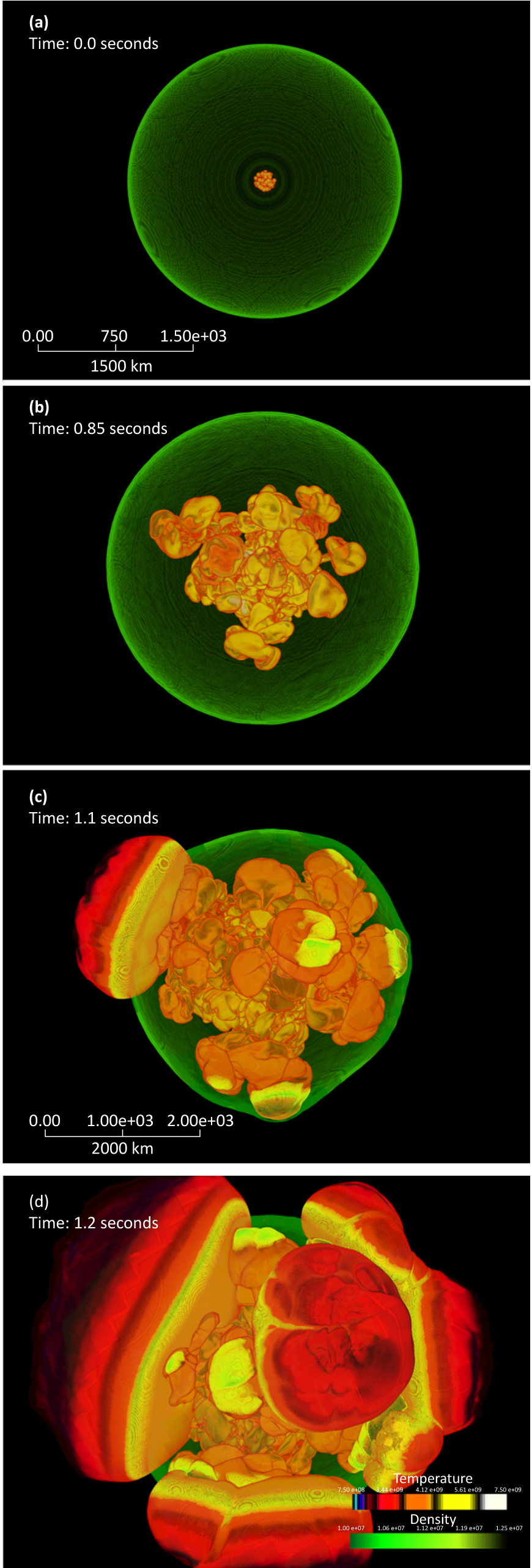
Simulation numérique d'une déflagration-détonation de naine blanche donnant une supernova de type a déclenchée en 63 points dans une sphère de 128 km.

Une supernova de type Ia est une sous-catégorie dans la classification de Minkowski-Zwicky, due aux astronomes Rudolph Minkowski et Fritz Zwicky. De telles supernovae peuvent se former de différentes manières mais partagent un mécanisme commun. Le fait qu'elles dérivent de naines blanches a été confirmé par l'observation de l'une d'elles en 2014 dans la galaxie Messier 82. Une naine blanche à faible vitesse de rotation peut accréter de la matière à partir d'un compagnon et dépasser la limite de Chandrasekhar d'environ 1,4 M☉ (masse solaire), de sorte qu'elle ne peut plus soutenir son poids par la pression de dégénérescence électronique (en). En l'absence de processus susceptible d'équilibrer l'effondrement gravitationnel, la naine blanche formerait une étoile à neutrons, comme dans le cas de naines blanches composées essentiellement d'oxygène, néon et magnésium.
L'opinion partagée par les astronomes qui modélisent les explosions des supernovae de type Ia est cependant que cette limite n'est jamais véritablement atteinte et que l'effondrement n'est jamais déclenché. On assisterait plutôt à l'augmentation de la température du cœur stellaire sous l'effet de l'augmentation de la pression et de la masse volumique de la matière qui s'y trouve, déclenchant un processus convectif lorsqu'on approche la masse de Chandrasekhar à environ 99 %, processus qui durent de l'ordre du millier d'années. La fusion du carbone se déclenche lors de cette phase selon des processus qui ne sont pas encore connus avec précision. La fusion de l'oxygène est déclenchée peu après, mais l'oxygène n'est pas consommé aussi complètement que le carbone.
Une fois que la fusion commence, la température de la naine blanche augmente. Une étoile de la séquence principale du diagramme de Hertzsprung-Russell peut se dilater et donc se refroidir pour équilibrer sa température, cependant, dans les naines blanches, la pression de dégénérescence est indépendante de la température, qui augmente très rapidement en provoquant un emballement thermonucléaire. Le flash accélère ainsi considérablement, en raison notamment de l'instabilité de Rayleigh-Taylor et d'interactions avec la turbulence. Savoir si ce flash se transforme en détonation supersonique à partir d'une déflagration subsonique fait l'objet de débats,.
Indépendamment des considérations sur l'amorçage de l'explosion de la supernova, il est généralement accepté qu'une fraction substantielle du carbone et de l'oxygène de la naine blanche fusionne en des éléments chimiques plus lourds en seulement quelques secondes, ce qui conduit à une élévation de la température interne jusqu'à atteindre plusieurs milliards de degrés. L'énergie libérée (1–2 × 1044 J) est plus que suffisante pour désintégrer l'étoile, c'est-à-dire pour céder aux particules constitutives de l'étoile une énergie cinétique suffisante pour qu'elles se dispersent dans l'espace. La supernova expulse sa matière en générant une onde de choc à des vitesses typiques de l'ordre de 5 000 à 20 000 km/s, soit près de 6 % de la vitesse de la lumière. L'énergie libérée au cours de l'explosion est à l'origine de l'extrême luminosité de l'étoile. Une supernova de type Ia atteint typiquement une magnitude absolue de –19,3 — environ cinq milliards de fois celle du Soleil — avec peu de variations.
Les supernovae de type Ia diffèrent fondamentalement des supernovae de type II, dans lesquelles les couches superficielles de l'étoile subissent une explosion cataclysmique alimentée par l'énergie potentielle gravitationnelle libérée par l'effondrement du cœur de l'étoile à travers l'émission massive de neutrinos.

## Formation
Ce type de supernova n'a cours que dans un système multiple, il ne peut se déclencher pour un astre précurseur seul. Il implique essentiellement un couple d'étoiles dont l'une au moins est un cadavre dégénéré, une naine blanche.

### Progéniteur dégénéré simple

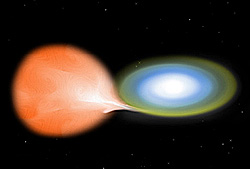
Vue d'artiste d'un système à progéniteur dégénéré simple pouvant donner lieu à une supernova de type a.

Un premier mécanisme de formation de ce type de supernova a lieu dans les systèmes binaires compacts[Quoi ?]. Le système est formé de deux étoiles de la séquence principale dont l'une est plus massive que l'autre. L'étoile la plus massive des deux évolue plus rapidement vers la branche asymptotique des géantes, phase au cours de laquelle son enveloppe se dilate considérablement. Si les deux étoiles partagent une enveloppe commune[Quoi ?], le système peut perdre beaucoup de masse et réduire significativement son moment cinétique, son rayon orbital et sa période de révolution[C'est-à-dire ?][pourquoi ?]. Après que la première étoile a atteint le stade de naine blanche, la seconde, initialement moins massive, évolue à son tour pour atteindre le stade de géante rouge. L'expansion de ses couches externes les amène à franchir le lobe de Roche du couple. La naine blanche peut alors accréter une partie de la masse de la géante tandis que les deux étoiles spiralent l'une autour de l'autre en se rapprochant au point d'atteindre des orbites dont la période de révolution peut n'être que de quelques heures,. Si l'accrétion se poursuit suffisamment longtemps, la naine blanche peut finir par approcher de la masse de Chandrasekhar[C'est-à-dire ?].
Une naine blanche peut également accréter de la matière à partir d'autres types de compagnons, comme une sous-géante ou même une étoile de la séquence principale. Le processus évolutif exact pendant cette phase d'accrétion demeure incertain car il dépend à la fois de la vitesse d'accrétion et du transfert de moment cinétique vers la naine blanche. On estime que plus de 20 % des supernovae de type Ia sont issues de progéniteurs dégénérés simples.

### Progéniteur dégénéré double
Un autre mécanisme de déclenchement d'une supernova de type Ia est la fusion de deux naines blanches dont la masse résultante est supérieure à celle de Chandrasekhar,.
Les collisions d'étoiles solitaires dans la Voie lactée se produisent tous les 107 à 1013 ans, bien moins fréquemment que les novae. Elles sont plus fréquentes au cœur des amas globulaires (voir Blue straggler). Un scénario susceptible de se produire est la rencontre[De quoi ?] avec un système binaire ou entre deux systèmes binaires contenant des naines blanches. De telles rencontres peuvent former un système binaire compact de deux naines blanches partageant une enveloppe commune et susceptibles d'aboutir à la fusion des deux astres. Une revue de 4 000 naines blanches par le Sloan Digital Sky Survey en a identifié 15 systèmes doubles, ce qui correspond statistiquement à une fusion de naines blanches tous les cent ans dans la Voie lactée, une fréquence comparable à celle des supernovae de type Ia identifiées dans le voisinage du Système solaire.
Le scénario à progéniteur double est l'une des explications proposées pour rendre compte de la masse de 2 M☉ du progéniteur de la supernova SN 2003fg (en),. C'est également la seule explication plausible pour le rémanent SNR 0509-67.5, les scénarios à progéniteur simple ayant tous été invalidés. C'est, enfin, un scénario très probable pour la supernova SN 1006 dans la mesure où aucun reste d'un éventuel compagnon n'a été retrouvé dans son rémanent.

### Supernova
L'étape finale est l'explosion de l'étoile. Le cadavre dégénéré devient une gigantesque bombe thermonucléaire « amorcée » par l'effondrement gravitationnel. Les réactions nucléaires démarrent et s'emballent en quelques instants car l'énergie thermique dégagée se rajoute à celle issue de l'effondrement et ne modifie pas sensiblement la pression dans les zones dégénérées. Les réactions se poursuivent très rapidement, jusqu'à la transformation d'environ la moitié de la masse de l'étoile en nickel 56.
Sous la pression thermique produite par la zone dégénérée, les couches supérieures sont soufflées, ce qui enlève l'état de dégénérescence des couches inférieures qui sont progressivement « épluchées ». Le cœur lui-même atteint aussi probablement très rapidement un point où l'état de dégénérescence disparaît. La pression redevient une fonction directe de la température et l'effondrement est inversé.
L'étoile est complètement désintégrée dans l'explosion. Il n'en reste aucun résidu, contrairement aux supernovae à effondrement de cœur.

## Observation
Contrairement à d'autres types de supernovae, celles de type Ia surviennent dans tous les types de galaxies, y compris les galaxies elliptiques. Elles ne surviennent pas préférentiellement dans les régions où se forment les étoiles. Dans la mesure où les naines blanches sont la phase terminale de la séquence principale, les systèmes binaires concernés ont eu le temps de se déplacer significativement depuis les régions où ils se sont formés. Un système binaire compact peut de surcroît être le théâtre d'une transfert de masse vers la naine blanche par accrétion pendant un bon million d'années supplémentaire avant de déclencher l'explosion thermonucléaire donnant la supernova. 
L'identification du progéniteur des supernovae est un problème de longue date en astronomie, qui remonte au début du xxe siècle. L'observation directe des progéniteurs fournirait des informations utiles pour déterminer les valeurs de leurs paramètres, lesquels nourrisent les modélisation des supernovae. L'observation de la supernova SN 2011fe a ainsi apporté des informations intéressantes. Des observations à l'aide du télescope spatial Hubble ne montrent aucune étoile à l'emplacement de l'explosion, ce qui exclut la présence d'une géante rouge. Le plasma en expansion à partir du point d'explosion contient du carbone et de l'oxygène, ce qui rend probable qu'une naine blanche constituée de ces éléments soit à l'origine de l'explosion. L'observation de la supernova voisine PTF 11kx, découverte le 16 janvier 2011 par le Palomar Transient Factory (PTF), a conduit à la conclusion que l'explosion provenait d'un progéniteur dégénéré simple comprenant une géante rouge, suggérant qu'il est possible d'observer une supernova de type Ia à partir d'un progéniteur isolé. L'observation directe du progéniteur de PTF 11kx a confirmé cette conclusion et a également permis de découvrir des éruptions de novæ périodiques avant l'explosion finale. Des analyses ultérieures ont cependant révélé que le matériau circumstellaire est trop massif pour le scénario à progéniteur dégénéré simple et s'accorde mieux avec la fusion du cœur d'une géante rouge avec une naine blanche.

### Courbe de lumière

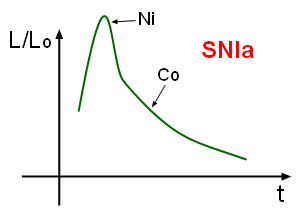
Profil typique de la luminosité d'une supernova de type a par rapport à la luminosité solaire L0 marqué par la désintégration rapide du et la décroissance plus lente due au.

Les supernovae de type Ia ont une courbe de lumière caractéristique. Autour de leur pic de luminosité, leur spectre contient des raies d'éléments de masse intermédiaire entre l'oxygène et le calcium, qui sont les constituants principaux des couches externes de l'étoile. Après plusieurs mois d'expansion, lorsque les couches externes deviennent transparentes, le spectre est dominé par les émissions de la matière située près du cœur de l'étoile, constitué des éléments lourds issus de la nucléosynthèse accompagnant l'explosion[pas clair], essentiellement des isotopes dont la masse est voisine de celle du fer, c'est-à-dire les éléments du pic du fer : chrome, manganèse, cobalt et nickel, en plus du fer lui-même. La désintégration radioactive du nickel 56 en cobalt 56 puis en fer 56 produit des photons énergétiques qui constituent l'essentiel du rayonnement à moyen et long termes après l'explosion :
{\displaystyle \mathrm {^{56}_{28}Ni\ {\xrightarrow[{6,075\ jours}]{\beta ^{+}\ 2,136\ MeV}}\ {}_{27}^{56}Co\ {\xrightarrow[{77,26\ jours}]{\beta ^{+}\ 4,566\ MeV}}\ {}_{26}^{56}Fe} }.

### Chandelle standard
Comme leur processus d'amorce survient dans des conditions bien particulières, la magnitude atteinte et la courbe de décroissance de leur luminosité (dominée par la décroissance radioactive du nickel 56) sont caractéristiques de ce type de supernova. C'est pourquoi elles sont utilisées comme chandelles standards pour déterminer des distances extragalactiques.
L'utilisation des supernovae de type Ia pour mesurer les distances a été expérimentée pour la première fois par une équipe d'astronomes chiliens et américains de l'université du Chili et de l'observatoire interaméricain du Cerro Tololo, le Calán/Tololo Supernova Survey. Dans une série d'articles parue dans les années 1990, l'étude a montré que, bien qu'elles n'atteignent pas toutes la même luminosité maximum, la mesure d'un seul paramètre de la courbe de lumière peut être utilisée pour la corriger en obtenant les valeurs de chandelle standard[pas clair]. La correction originale est connue sous le nom de « correction de Phillips », les travaux de cette équipe montrant qu'elle permet de calculer les distances à 7 % près. Cette uniformité de la luminosité maximum est due à la quantité de nickel 56 produite dans les naines blanches qui explosent lorsqu'elles acquièrent la masse de Chandrasekhar ; masse de nickel 56 qui est identique pour chaque supernova de ce type, car l'ensemble des phénomènes conduisant à sa production est chaque fois comparable.
La relative uniformité des profils de luminosité absolue de pratiquement toutes les supernovae de type Ia connues a conduit à leur utilisation comme chandelles standard secondaires en astronomie extragalactique. L'amélioration de l'étalonnage de la relation période-luminosité des céphéides et la mesure directe de la distance de M106 à l'aide de son émission maser ont permis, en combinant la luminosité absolue des supernovae de type Ia avec la loi de Hubble-Lemaître, d'affiner la valeur de la constante de Hubble.

### Supernova de typeIax
Certaines supernovae de type Ia présentent un profil atypique semblable à celui de SN 2002cx (en), qui sont caractérisés par des vitesses d'éjection comprises entre 2 000 et 8 000 km/s, plus faibles que celles des supernovae de type Ia typiques, des magnitudes absolues plus faibles de l'ordre de -14,2 à -18,9 et des photosphères chaudes. Résultant vraisemblablement de l'accrétion de matière d'une étoile à hélium sur une naine blanche, on les appelle supernovae de type Iax. 